# فالديمار ستيفن
فالديمار ستيفن (بالألمانية: Waldemar Steffen)‏ هو منافس ألعاب قوى ألماني، ولد في 23 ديسمبر 1872 في هامبورغ في ألمانيا، وتوفي في 12 فبراير 1965.

## وصلات خارجية
- فالديمار ستيفن على موقع أوليمبيديا (الإنجليزية)